# Jean-Paul Pottier (football)
Pour les articles homonymes, voir Pottier.
Jean-Paul Pottier est un footballeur français, né le 10 juillet 1949 à Saint-Hilaire-du-Harcouët (Manche).
Milieu de terrain originaire de la Manche, il reste fidèle toute sa carrière au SM Caen, avec lequel il dispute notamment 90 matchs de deuxième division et remporte le titre de champion de Division 3 en 1975.

## Carrière de joueur
- 1970-1979 : SM Caen (Division 2 et 3)

## Palmarès
- Joueur de l'année en Division 2 en 1975 (France Football) [2]
- Champion de Division 3 (1975)